# Бобровники (Західнопоморське воєводство)
Бобровники (пол. Bobrowniki) — село в Польщі, у гміні Хоцивель Старгардського повіту Західнопоморського воєводства.
Населення — 225 осіб (2011).
У 1975-1998 роках село належало до Щецинського воєводства.

## Демографія
Демографічна структура станом на 31 березня 2011 року:
|          | Загалом | Допрацездатний вік | Працездатний вік | Постпрацездатний вік |
| -------- | ------- | ------------------ | ---------------- | -------------------- |
| Чоловіки | 113     | 26                 | 76               | 11                   |
| Жінки    | 112     | 22                 | 64               | 26                   |
| Разом    | 225     | 48                 | 140              | 37                   |